# Panthera onca georgica
Panthera onca georgica es una subespecie extinta del yaguareté americano viviente, que habitó en el Cáucaso de Asia Occidental durante el Pleistoceno temprano. 

## Taxonomía
Este taxón fue descrito originalmente en el año 2010 por un equipo científico alemán-georgiano, compuesto por los especialistas Helmut Hemmer, Ralf-Dietrich Kahlke y Abesalom K. Vekua, basándose en los resultados de estudios comparativos de las características de su dentadura con respecto a otros taxones emparentados.
La localidad tipo es Dmanisi, un yacimiento paleontológico y arqueológico relevante de la República de Georgia, en Asia Occidental, junto al límite con Europa Oriental. Sus restos fósiles -excepcionalmente bien conservados- fueron exhumados en estratos asignados al Pleistoceno temprano, alrededor de 1,77 Ma. Se trata de una mandíbula inferior, designada como holotipo, la que fue archivada con el código GHMT 2027. El premolar p3 inferior posee las medidas siguientes: longitud 16,5 mm y anchura 8,1 mm. Las dimensiones corporales estimadas indican un felino de gran tamaño: 1,9 m de longitud, 75 сm de altura en la cruz y pesos de hasta 120 kg.

## Historia natural

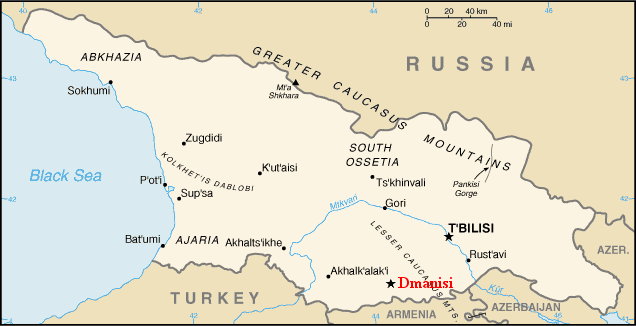
En color rojo se observa la localidad de Dmanisi, donde fue colectado este félido.

Este gran felino ocupó diversos hábitats de tipo cálido en el Cáucaso, desde bosques en galería, arbustales y sabanas boscosas, así como pastizales abiertos y zonas montañosas. En idénticos estratos de la misma localidad fueron recuperados restos de gatos dientes de sable -Megantereon cultridens (Cuvier, 1824) y Homoterium crenatidens (Fabrini, 1890)- un chita -Acinonyx pardinensis (Croizet et Jobert, 1828)-, una hiena (Pachycrocuta perrieri), un lobo (Canis etruscus), un oso (Ursus etruscus), y una especie de homínido: Homo georgicus.
Hace aproximadamente un millón de años, la especie alcanzó el noroeste de América del Norte y más tarde llegó a América del Sur, donde está presente hasta la actualidad; en el Viejo Mundo todas sus subespecies se extinguieron totalmente hace cerca de 300000 años, víctimas de la competencia con leones y de intensas olas de frío glacial.